# Выгонощанский сельсовет
Выгонощанский сельсовет — упразднённая административная единица на территории Ивацевичского района Брестской области Республики Беларусь. Упразднён в 2013 году с присоединением к Телеханскому сельсовету.

## Состав
Выгонощанский сельсовет включает 2 населённых пункта:
- Бобровичи — деревня.
- Выгонощи — деревня.

## Промышленность и сельское хозяйство
На территории сельсовета расположены:
- Производственный сельскохозяйственный участок «Выгонощи» СПК «Телеханы-агро»
- Новинское лесничество ГЛХУ «Телеханский лесхоз»
- ГПУ НП «Беловежская пуща» лесоохотничье хозяйство «Выгоновское»
- ГПУ "Ландшафтный заказник республиканского значения «Выгонощанское»

## Социальная сфера
- ГУО «Выгонощанская средняя школа»
- Выгонощанский сельский Дом культуры, сельская библиотека
- Фельдшерско-акушерский пункт, деревня Выгонощи
- Дом социальных услуг, деревня Бобровичи